# Đảng Cộng sản Moldova
Đảng Cộng sản Moldavia (tiếng Romania: Partidul Comunist al Moldovei, PCM; chữ Kirin Moldovan: Партидул Комунист ал Молдовей; tiếng Nga: Коммунистическая партия Молдав ии, chuyển tự La tinh: Kommunisticheskaya partiya Moldavii) là đảng chính trị cầm quyền và hợp pháp duy nhất trong Cộng hòa xã hội chủ nghĩa Xô viết Moldavian, và một trong mười lăm đảng cấp cộng hòa thành lập Đảng Cộng sản Liên Xô (CPSU) cho đến khi Liên Xô sụp đổ năm 1991. Trong Thế chiến II, nó là động lực của cuộc kháng chiến của người Moldova chống lại sự chiếm đóng của phe Trục.
Đảng bắt đầu suy yếu về mặt chính trị trong thời kỳ Perestroika, được đánh dấu bằng các cuộc bạo loạn chống lại sự cai trị của Liên Xô. Lãnh đạo đảng, Semion Grossu được thay thế bằng Petru Lucinschi vào ngày 16 tháng 11 năm 1989.
Vào ngày 23 tháng 8, Đảng Cộng sản bị cấm hoạt động, sau đó, vào ngày 27 tháng 8 năm 1991 Moldova tuyên bố Độc lập và Cộng hòa Xã hội Chủ nghĩa Xô viết Moldavian chấm dứt. Ngày 7 tháng 9 năm 1993, Quốc hội Moldova bãi bỏ lệnh cấm các hoạt động cộng sản.